# Вильгельм VI Монферратский
Вильгельм VI (ок. 1173 — 17 сентября 1226) — маркграф Монферратский с 1203 года. Претендент на трон Королевства Фессалоники с 1207 года.

## Юность
Старший сын Бонифация I Монферратского и его первой жены Елены ди Боско (Helena del Bosco). Считалось, что он полностью унаследует владения своего отца. Он участвовал в различных военных кампаниях отца, включая сражение при Мантилье, которое в 1191 войско из города Асти проиграло. Между 1193 и 1199 годами он появился во многих публичных актах своего отца. 12 июня 1199 он был назначен главой города Акви-Терме с 20 рыцарями для того, чтобы сразить войско из города Алессандрия. 27 октября он присутствовал на встрече около коммуны Салуджа для подписания пакта с коммуной Верчелли.

## Браки и дети
В юности Вильям был помолвлен с Софией, дочерью Фридриха Барбароссы. Свадьба состоялась на 1187 год (жениху было бы около 14 лет, а невесте — около 25), но потомства от этого брака не было: София умерла в том же году.
9 августа 1202 года Вильям женился на Берте (ок. 1180 — 1224), дочери маркиза Бонифация ди Клавесана, графа Кортемилья. У них было не менее трёх детей:
- Бонифаций II, маркграф Монферратский (ок. 1203—1253)
- Беатриса (ок. 1210 — 1274), Lady of Saint-Bonnet in her own right. Была замужем трижды:

1. с 15 ноября 1219 года — 2-я жена дофина Вьеннского Гига VI
2. с 1252 года — Ги II, сир де Боже
3. Пьер де ла Рю

- Алиса (ок. 1215 — 1232), 1-я жена Анри I, короля Кипра.

Кроме этого, у него было не менее двух внебрачных сыновей (Бастардино и Раньери). Возможно, сыном Вильгельма был также кардинал и епископ Порто Оддоне ди Монферрато (? — 1251).